# Laracna
Laracna, a Grande (Shelob na versão em inglês) é um monstro fictício na forma de uma aranha gigante, presente na obra O Senhor dos Anéis, de J. R. R. Tolkien. Sua toca está localizada em Cirith Ungol ("a passagem da aranha"), um desfiladeiro que conduz a Mordor. A criatura Gollum conduz deliberadamente o hobbit Frodo, protagonista da história, até a toca de Laracna, na esperança de recuperar o Um Anel após o ataque da aranha. O plano é frustrado quando Samwise Gamgee cega temporariamente Laracna com o Frasco de Galadriel e a fere gravemente com a espada élfica de Frodo, Ferroada.
Estudiosos apontam que Laracna se insere na tradição literária de monstros femininos. Outros a interpretam como uma representação de uma ameaça sexual, com múltiplas alusões sexuais em sua descrição. Também foi observada sua oposição aos Elfos, especialmente à sua adversária, Galadriel, cuja luz auxilia os hobbits a superar a escuridão de Laracna.
Na trilogia cinematográfica de Peter Jackson, a aparência física de Laracna foi inspirada na  aranha de túnel da Nova Zelândia.

## História fictícia
Laracna é descrita em As Duas Torres como uma "coisa maligna em forma de aranha... [a] última filha de Ungoliant a atormentar o mundo infeliz", habitando as altas montanhas de Ephel Dúath, nas fronteiras de Mordor. Embora resida em Mordor e seja intrinsecamente maligna, ela é independente de Sauron e de sua influência. Seu tamanho exato não é especificado, mas ela é significativamente maior que seus descendentes, as Grandes Aranhas de Floresta das Trevas, e que os hobbits que a enfrentam. Sua mordida injeta um veneno poderoso, capaz de paralisar ou matar suas vítimas. Sua carapaça é resistente a golpes de espada, e os fios de suas teias são igualmente difíceis de cortar com lâminas comuns, embora a espada mágica Ferroada consiga rompê-los. Seu principal ponto fraco são os olhos, que podem ser facilmente feridos ou cegados.
Laracna é apresentada como uma entidade maligna e ancestral: "Mas ela ainda estava lá, presente antes de Sauron e antes da primeira pedra de Barad-dûr; e não servia a ninguém além de si mesma, bebendo o sangue de Elfos e Homens, inchada e engordada por sua incessante obsessão por seus banquetes, tecendo teias de sombra; pois todas as coisas vivas eram seu alimento, e seu vômito, escuridão". Seus descendentes incluem as Grandes Aranhas de Floresta das Trevas, derrotadas por Bilbo Bolseiro em O Hobbit.
Sua toca, chamada Torech Ungol, ficava abaixo de Cirith Ungol ("Passagem da Aranha"), no caminho percorrido pelos hobbits Frodo Bolseiro e Samwise Gamgee rumo a Mordor. Laracna já havia encontrado Gollum em uma passagem anterior dele por Mordor, e ele aparentemente a venerava. Os orcs da Torre de Cirith Ungol a chamavam de "Laracna, a Grande" e "Sua Senhoria", e referiam-se a Gollum como "Seu Espião". Sauron conhecia sua existência, mas a deixava em paz, considerando-a uma útil guardiã do desfiladeiro, e ocasionalmente alimentava-a com prisioneiros. Na história, Gollum conduz Frodo e Sam à toca de Laracna, planejando recuperar o Um Anel após ela devorar os hobbits. Ela os encurrala, mas Frodo usa a luz do Frasco de Galadriel para afastá-la e corta as teias que bloqueiam o túnel com Ferroada. Gollum embosca a dupla e tenta estrangular Sam, enquanto Laracna paralisa Frodo com seu veneno. Sam enfrenta Gollum e, em seguida, usa Ferroada contra Laracna. Ao tentar esmagar Sam, ela acaba se ferindo com a espada e, sendo maligna, é quase cegada pela luz do Frasco de Galadriel, que contém a luz pura dos Silmarils. Laracna foge, e seu destino final, como Tolkien menciona, "esta história não conta". Pensando que Frodo estava morto, Sam pega o Anel e deixa o corpo do amigo para trás, na tentativa de completar a missão sozinho. Mais tarde, ao ouvir uma conversa entre orcs, ele descobre que Frodo está vivo, mas inconsciente, sob o efeito leve do veneno.

## Nome
Conforme Tolkien admitiu em uma carta a seu filho, o nome Laracna deriva de "she + lob", sendo lob uma palavra arcaica em inglês para aranha, influenciada pelo inglês antigo loppe, que significa "aranha". A palavra não tem relação com "cob" nem "cobweb" (teia de aranha).  A palavra em inglês antigo attercoppe (que significa "aranha") vem de atter ("veneno") e coppe ("cabeça"). Tolkien usou "attercop", assim como "cob" e "lob", em O Hobbit, onde Bilbo Bolseiro canta músicas provocadoras contra as aranhas gigantes da Floresta das Trevas: "Attercop, Attercop, Velho Tomnoddy" e "Lob Preguiçoso e Cob Louco".

## Análise

### Escuridão contra a luz

Visão junguiana de Patrick Grant sobre Laracna (escuridão) como contraparte de Galadriel (luz), inserida em um padrão de arquétipos opostos

A crítica Joyce Tally Lionarons afirma que Tolkien constrói os Elfos e as aranhas, como Laracna, como opostos polares: os Elfos representam o bem e a luz, enquanto as aranhas simbolizam o mal e a escuridão. Alison Milbank observa, de forma mais específica, que a adversária de Laracna, uma criatura ancestral, é outra figura feminina antiga, a rainha élfica Galadriel. Galadriel rejeita o papel de "Aquela-que-deve-ser-obedecida" ao recusar a oferta de Frodo pelo Um Anel e entrega a ele sua luz (o Frasco de Galadriel), que permite aos hobbits derrotarem Laracna.
Patrick Grant, estudioso da literatura renascentista, interpreta o pareamento de personagens [en] entre Laracna e Galadriel, um dos vários relacionamentos desse tipo no romance, como uma oposição de arquétipos junguianos. A anima de Frodo é a rainha élfica Galadriel, que se opõe à aranha gigante maligna Laracna. A sombra de Frodo é o hobbit masculino Gollum. Essas oposições, junto com outras entre personagens da história, formam uma imagem do eu.

### Mal insaciável

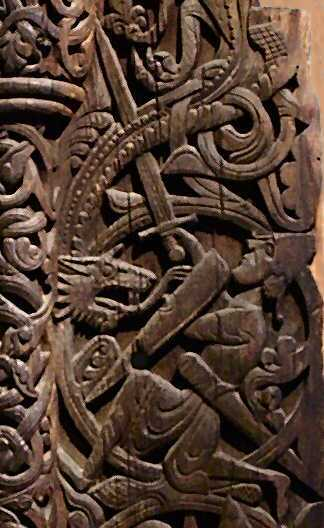
A luta dos hobbits contra Laracna deriva de múltiplos mitos. Painel na en mostrando a espada de Sigurd perfurando Fafnir.

A acadêmica Jane Chance [en] compara Laracna ao mago Saruman, destacando que ambos são "monstros" que habitam "torres". Suas respectivas narrativas em O Senhor dos Anéis têm estruturas semelhantes: uma termina com um ataque militar à torre de Saruman, Orthanc; a outra, com a incursão dos hobbits na toca de Laracna em Cirith Ungol. Contudo, Chance observa que, enquanto o mal de Saruman reside em sua mente, o de Laracna está em seu corpo.
Chance enfatiza a "gula" de Laracna, um dos tradicionais sete pecados capitais, caracterizada por um "apetite insaciável"; sua preguiça, já que os orcs lhe trazem alimento; e sua "luxúria", evidenciada por seus numerosos descendentes bastardos. Ela compara Laracna à guardiã do portal do Inferno, notando que, em Paraíso Perdido, de John Milton, Satanás se une à sua filha, Pecado, gerando a Morte, que constantemente deseja a mãe. No entanto, Tolkien, em um trecho, descreve Laracna como o "gato de Sauron", não sua filha. O estudioso de literatura George H. Thomson também compara Laracna ao Pecado e à Morte de Milton, observando que ambos "não servem nem a Deus, nem a Satanás, mas buscam apenas seus próprios interesses", assim como Laracna; ela representa "a Morte e o Caos que superariam tudo".

### Monstro sexual
A estudiosa de literatura infantil Carol Leibiger descreve Laracna como um monstro feminino repugnante na narrativa. A sacerdotisa anglicana e estudiosa de religião Alison Milbank [en] acrescenta que Laracna é inegavelmente sexual: "Tolkien cria uma convincente vagina dentada freudiana na antiga e repulsivamente glutona aranha Laracna". Milbank argumenta que Laracna simboliza "um poder materno ancestral que engole a identidade e a autonomia masculinas", representando uma "dominação castradora que o fetichista sexual teme e busca controlar". A estudiosa Jane Chance [en] menciona a "penetração de Sam no ventre de Laracna com sua espada", sugerindo que isso pode ser uma forma simbólica e apropriada de interromper sua produção de "bastardos".
Zoë Jaques, especialista em literatura infantil, interpreta Laracna como a "encarnação da maternidade monstruosa"; a batalha de Sam contra ela pode ser vista como um "rito de passagem masculino", em que um macho menor e mais fraco penetra e escapa do vasto corpo feminino e de sua intenção maligna. A estudiosa Brenda Partridge descreve a luta prolongada dos hobbits contra Laracna como repleta de simbolismo sexual. Ela argumenta que Tolkien derivou Laracna de múltiplos mitos: Sigurd matando o dragão Fafnir; Teseu derrotando o Minotauro; Aracne e a aranha; e o Pecado de Milton em Paraíso Perdido. O resultado é a representação da mulher como uma ameaça, com conotações implícitas de sexualidade.
| A imagem de Tolkien | Implicações                                     |
| --- | ----------------------------------------------- |
| P de Sauron | mulher como “graciosa, sensual e distante”      |
| Geração de ninhadas de monstros | conotações sexuais: fertilidade                 |
| Covil subterrâneo | útero                                           |
| Túneis para o covil | “orifício sexual feminino”                      |
| Teias de aranha na entrada roçando em Frodo e Sam | pelos pubianos                                  |
| Frodo corta teias de aranha ... “um grande rasgo foi feito ... balançou como um véu solto”                                                                                           | rompimento do hímen                             |
| “Corpo com esmagamento suave” | órgãos genitais femininos sexualmente excitados |
| Dobras de pele | lábios                                          |
| Espadas | falos                                           |
| Sam “segurou a lâmina élfica apontada para cima, defendendo-se daquele terrível teto; E então Laracna... se enfiou em um espeto amargo. Profundamente, profundamente ela se espetou” | ereção, penetração                              |

Nem todos os comentaristas concordam com as associações sexuais identificadas por estudiosos como Partridge. O pesquisador de Tolkien, Daniel Timmons, escreveu em 2001 na revista Mythlore [en]: "A obsessão por interpretar o episódio de Laracna como um encontro sexualmente violento, em vez de uma luta arquetípica entre humano e monstro, provavelmente revela mais sobre as atitudes sociais decadentes dos críticos do que sobre as de Tolkien". Timmons reconheceu a possibilidade de um "subtexto do medo do apelo sexual feminino" e concordou que o texto pode "se inserir na tradição literária de confrontos entre homens e monstros femininos, com os inerentes tons sexuais", mas considerou "disingenuo ou perverso" afirmar que essa é a "impressão principal ou dominante".

## Adaptações
Na adaptação radiofônica da BBC de 1981 de O Senhor dos Anéis, Laracna é interpretada por Jenny Lee, membro do BBC Radiophonic Workshop [en].
Na trilogia cinematográfica de Peter Jackson, a aparição de Laracna é adiada até o terceiro filme, O Retorno do Rei. Seu design é inspirado na aranha de túnel da Nova Zelândia, uma espécie que Jackson desaprecia.
Laracna é uma personagem importante no videojogo Middle-earth: Shadow of War, onde atua como narradora e aliada do personagem jogável Talion. No jogo, Laracna muda de forma para assumir a aparência de uma mulher atraente. Após críticas a essa decisão, o diretor criativo Michael de Plater explicou que Gollum e Laracna eram "os heróis não celebrados de O Senhor dos Anéis": Laracna percebe a fraqueza de Frodo e faz um pacto com Gollum para levá-lo rapidamente ao Monte da Perdição e destruir o anel. De Plater enxergou Laracna como uma contraparte sombria de Galadriel, destacando que ambas manipulam seres inferiores, mas Laracna é mais honesta.

### J. R. R. Tolkien
1. 1 2 3 4  (Tolkien 1954), livro 4, capítulo 9: "A Toca de Laracna".
2. ↑  (Tolkien 1954), livro 4, capítulo 8: "As Escadas de Cirith Ungol".
3. ↑  (Carpenter 2023, #70 a Christopher Tolkien, maio de 1944)
4. ↑  (Tolkien 1937), capítulo 8, "Moscas e Aranhas".

- Tolkien, J. R. R. (1937).  Anderson, Douglas A., ed. The Annotated Hobbit [O Hobbit Anotado]. Boston: Houghton Mifflin. ISBN 978-0-618-13470-0
- Tolkien, J. R. R. (1954). The Lord of the Rings: The Two Towers [O Senhor dos Anéis: As Duas Torres]. Boston: Houghton Mifflin. OCLC 1042159111